# Alergologie

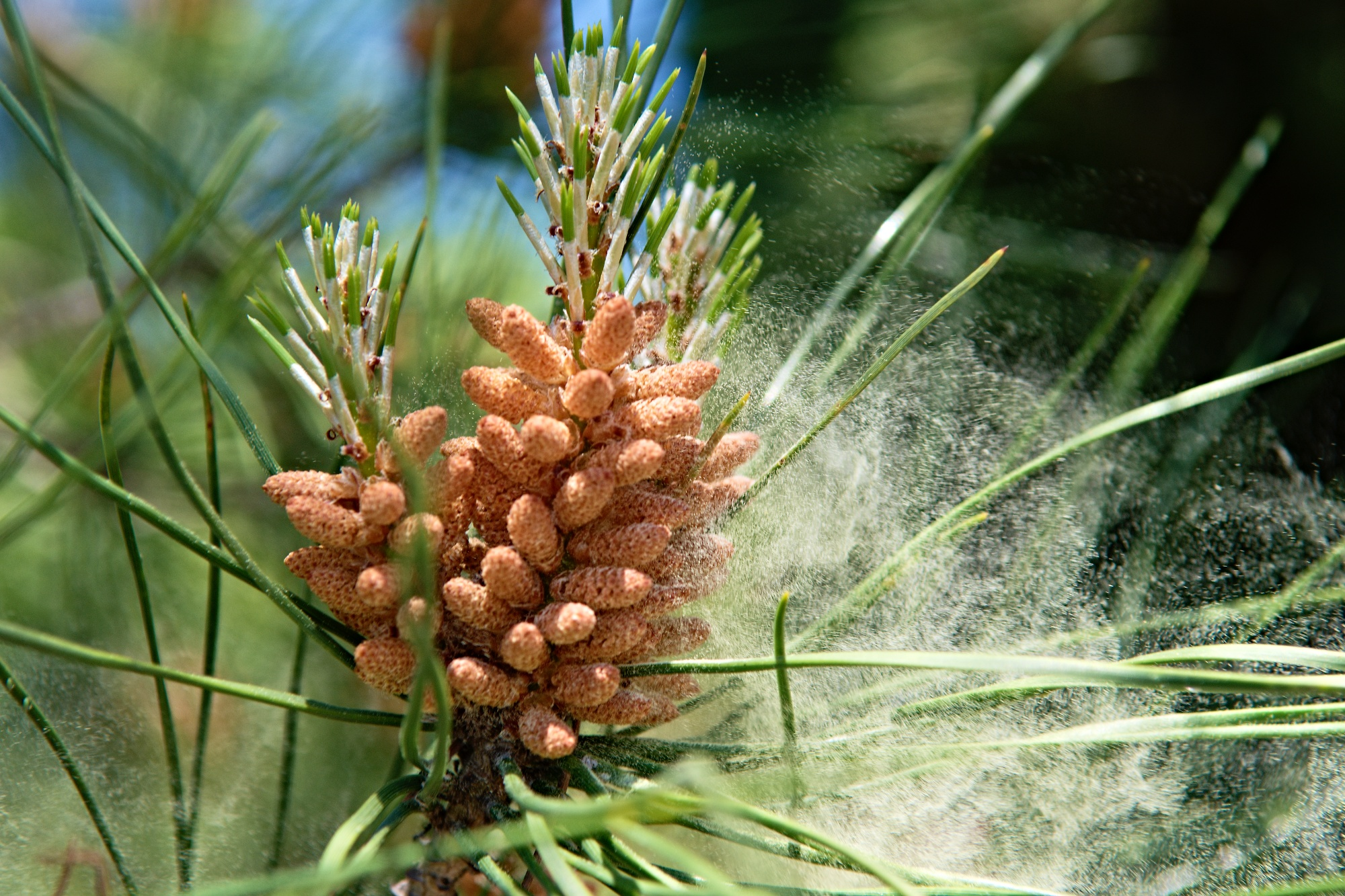
Pyl borovice

Alergologie je lékařský obor, zaměřený na léčbu alergií.
Alergie je nesnášenlivost určité látky. Může to být potravina, pyl, prach, ve vzácných případech se může objevit dokonce i alergie na slunce nebo chlad. K projevům alergie patří kašel, rýma, pálení a slzení očí. Komplikací alergie je astma. Život ohrožující je anafylaktický šok.

## Vyšetřovací metody v alergologii

### Kožní testy
Kožní prick testy  
- Intradermální testy
- Epikutánní testy
- Atopické epikutánní testy

### Funkční vyšetření plic
- Spirometrie

### Provokační testy
- Potravinové provokační testy
- Lékové provokační testy

## Léčba
K zmírnění příznaků se používají léky tlumící zánět, snižující uvolňování histaminu a relaxujíxí dýchací svalstvo. Odstranění alergických reakcí je možné  desenzibilizací.